# Coniopteryx isthmicola
Coniopteryx isthmicola là một loài côn trùng trong họ Coniopterygidae thuộc bộ Neuroptera. Loài này được Meinander miêu tả năm 1972.